# Héctor Hernández Gallegos
Héctor Humberto Hernández Gallegos (Chihuahua, 15 giugno 1985) è un cestista messicano.

## Carriera
Con il Messico ha disputato i Campionati mondiali del 2014 e cinque edizioni dei Campionati americani (2007, 2013, 2015, 2017, 2022).